# Núvol d'oli

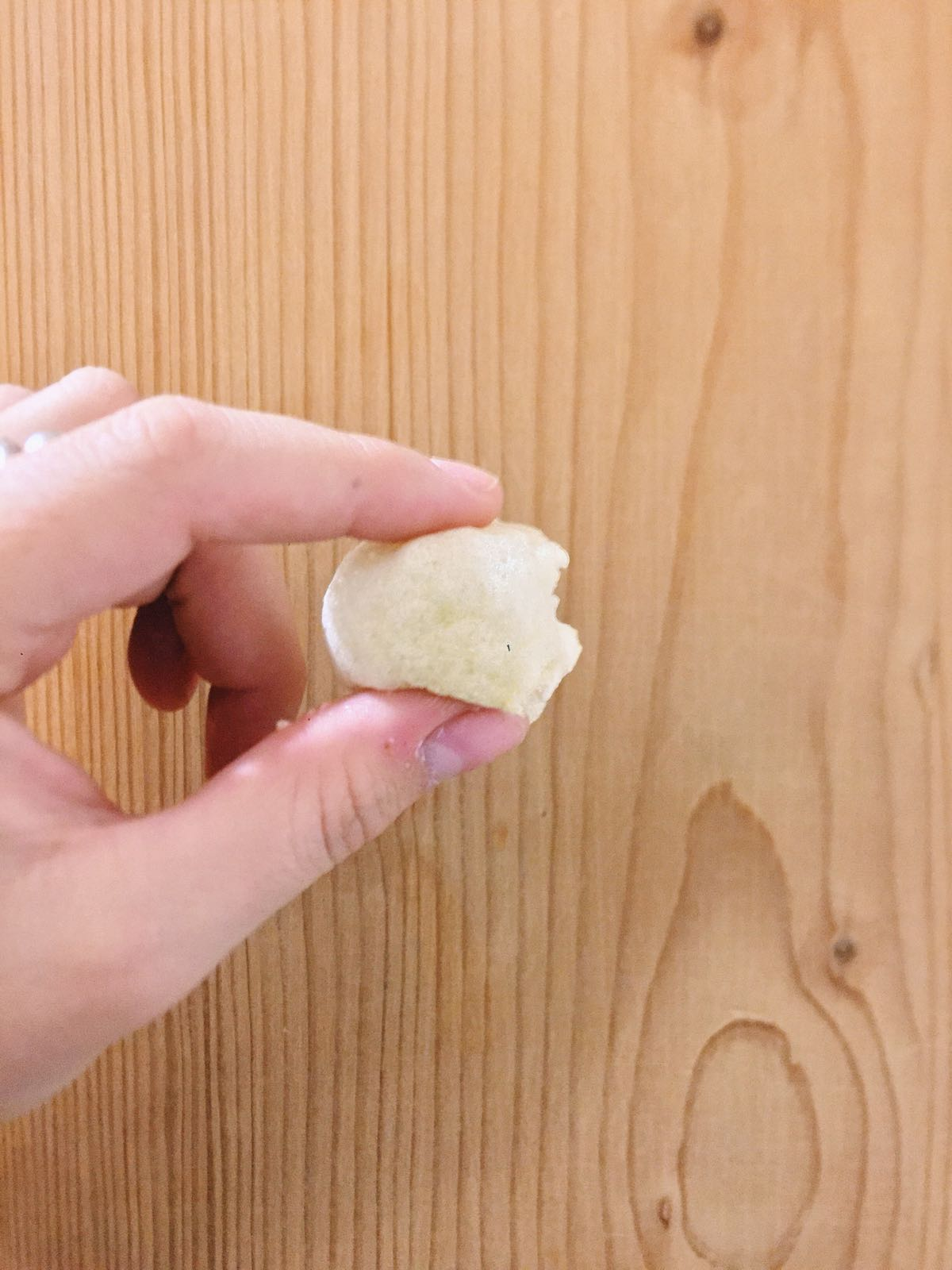
Núvol d'oli d'oliva

El núvol d'oli és una elaboració gastronòmica d'oli d'oliva texturitzat amb gelatina cola de peix. El seu nom prové de la similitud amb la textura esponjosa i elàstica dels núvols de sucre.
L'única referència documentada que es té d'aquesta elaboració és un article amb el nom “El aceite y el sentido del tacto” escrit per Paco Roncero i Pere Castells.
No es coneix cap empresa que fabriqui o comercialitzi núvols d'oli.

## Composició
El núvol d'oli d'oliva està compost per oli d'oliva, gelatina i aigua.

### Oli d'oliva
L'oli d'oliva és la matèria grassa extreta de l'oliva, el fruit de l'olivera. Té un alt valor nutricional i, dins la cultura mediterrània, té un elevat valor culinari. Depenent de les seves característiques i condicions d'extracció, l'oli d'oliva es pot classificar en dues grans categories: l'oli d'oliva verge i l'oli d'oliva. En l'elaboració del núvol d'oli, l'oli d'oliva pot substituir-se per qualsevol altre tipus d'oli.

### Gelatina
La gelatina és una substància sòlida translúcida, inodora i poc gustativa derivada del col·lagen que s'extreu de l'interior dels ossos dels animals. S'usa, principalment, com a agent gelificant en l'alimentació, però té altres usos en productes farmacèutics, de cosmètica i de fotografia. Les substàncies que contenen gelatina o que funcionen de manera similar a aquesta, s'anomenen gelatinoses.
Dissolta en aigua, la gelatina forma un gel col·loidal. La gelatina forma una solució de gran viscositat en l'aigua que, en refredar-se, passa a ser un gel. Si s'escalfa a uns 28-30 °C a poc a poc es va convertint en una mescla aquosa que se solidificarà en refredar-se. La gelatina és un component termoreversible i, per tant, es pot escalfar i refredar tants cops com es vulgui i sempre mantindrà les seves propietats gelificants.

## Procés d'elaboració

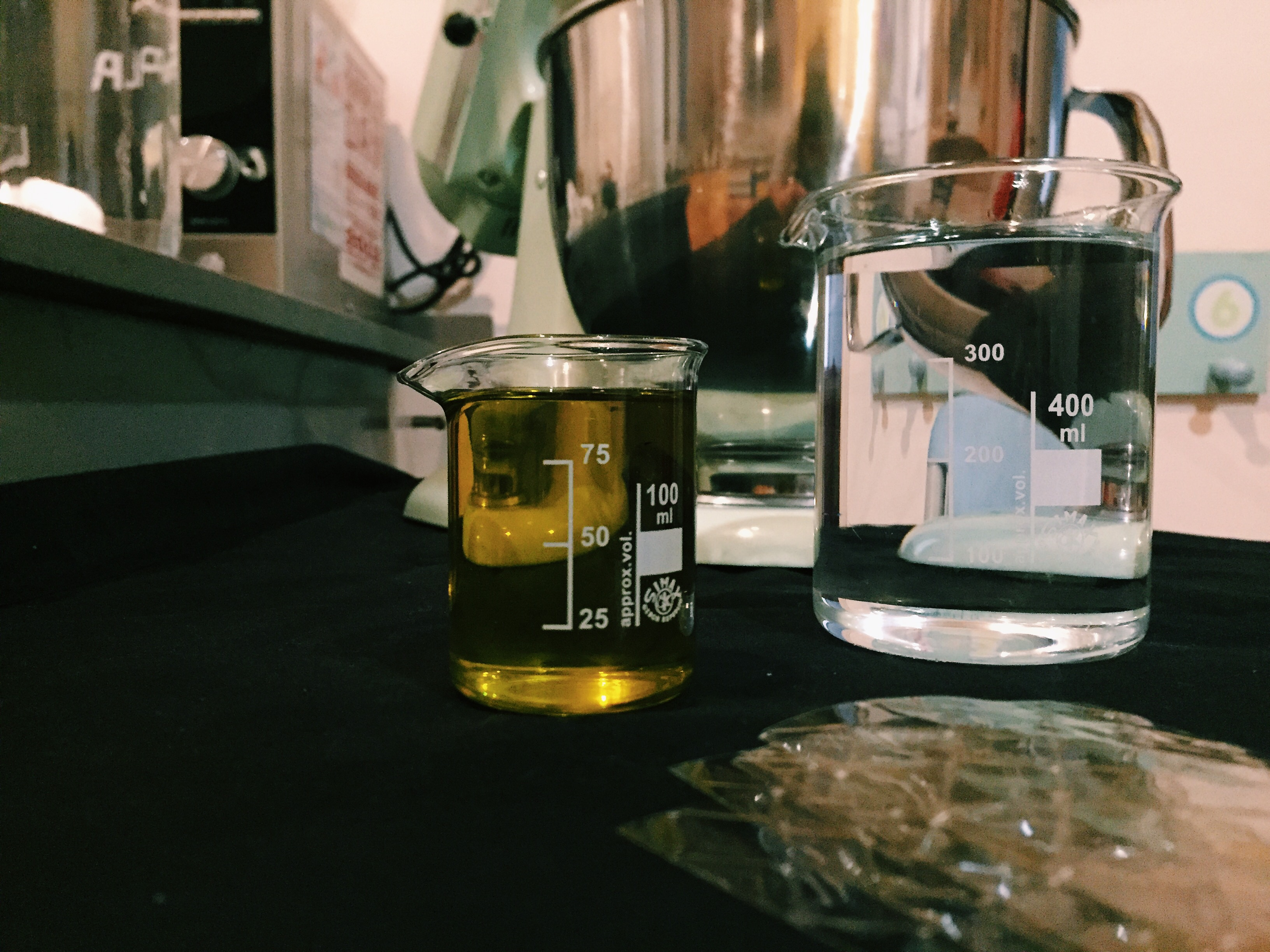
Ingredients pel núvol d'oli

Per tal d'obtenir un núvol d'oli d'oliva es necessiten les quantitats exactes dels següents productes: 
- 500 g d'aigua
- 100 g d'oli d'oliva
- 5 fulles de gelatina

Qualsevol canvi en les quantitats afectarà el resultat final de l'elaboració.

### Procés d'elaboració
1. Hidratar les fulles de gelatina en aigua molt freda durant uns 5 minuts, com a mínim.
2. Un cop la gelatina estigui hidratada, diluir-la en el mínim d'aigua calenta possible (35 °C aproximadament, temperatura de fusió de la gelatina).
3. Posar la gelatina ja dissolta al robot de cuina (Kitchenaid) amb l'accessori de barnilles. Batre a una velocitat mitjana i afegir l'aigua lentament.
4. Un cop estigui muntat, incorporar l'oli lentament. Batre fins a aconseguir la textura desitjable.
5. Recobrir un motlle no gaire alt amb paper de plàstic transparent i abocar-hi el contingut. Deixar reposar unes 24 h.

Si s'han seguit els passos correctament, s'aconseguirà una mescla esponjosa i escumosa, però a la vegada amb certa consistència (gràcies a la gelatina, que dona forma i rigidesa al núvol).

## Aplicacions culinàries
Per ara no se sap que cap restaurant hagi fet aquesta elaboració i per això se'n desconeixen les aplicacions culinàries. Les possibles aplicacions culinàries van encaminades a les d'un restaurant gastronòmic, ja que a causa de la tècnica emprada, la textura del producte té un paper innovador que dona la màxima importància al sentit del tacte en el moment de consumir el núvol.
El restaurant El Racó del Llepafils va crear una elaboració amb el nom núvol d'oli d'oliva, però se'n desconeix la composició.
Així mateix, s'han trobat referències de núvol d'oli d'oliva en anglès, però amb més ingredients que els citats anteriorment.
S'ha de tenir en compte, però, que es tracta d'una elaboració molt sensible als canvis tèrmics, ja que la seva estructura es desestabilitza ràpidament en aplicar el mínim contacte calorífic.

## Resultat final de l'elaboració

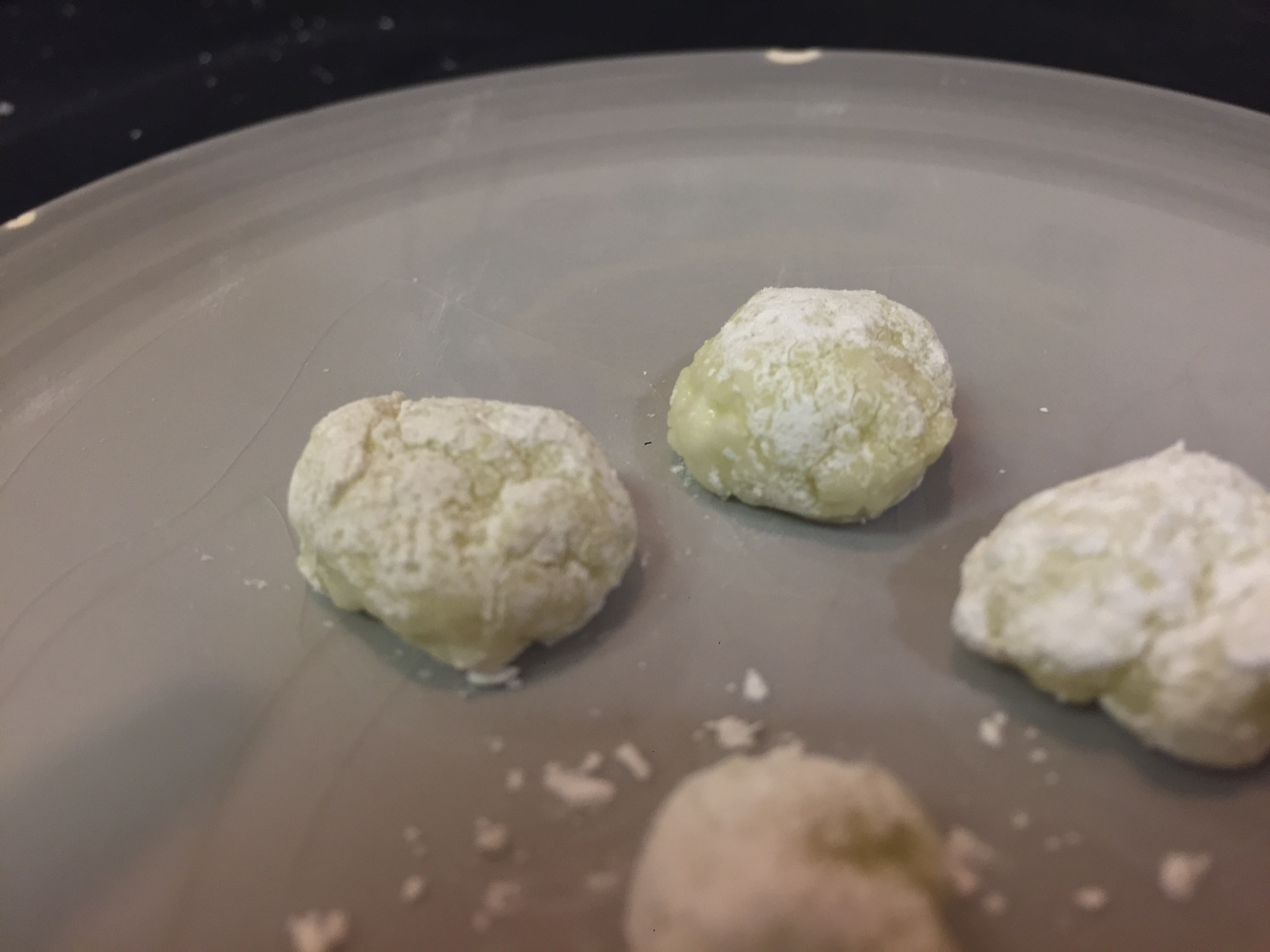
Resultat final del núvol d'oli

Al llarg del procés d'investigació per part dels alumnes del Grau Interuniversitari UB-CETT-UPC de Ciències Culinàries i Gastronòmiques, es van experimentar diferents problemes en relació amb l'experimentació i la cerca d'informació sobre aquesta elaboració texturitzant. Es van realitzar diverses proves amb diferents texturitzants per aconseguir el núvol d'oli i així comparar quin era el que millor s'adeia al resultat que es buscava, però cap funcionava de la manera esperada. Al final es va fer amb gelatina però amb uns percentatges i mètodes diferents dels del primer intent.
El núvol d'oli és una elaboració molt inestable pel que fa sobretot a la temperatura de la gelatina, ja que la fusió de la gelatina és a partir dels 30 °C i, per tant, en el moment que entra en contacte amb les mans per manipular el núvol es fon (temperatura corporal és d'entre 36 i 37 °C).
A més del problema de la temperatura, es pot observar que es produeix un trencament ràpid de la textura. El núvol presenta una textura escumosa, amb unes bombolles d'aire molt petites i fràgils (causades per la ràpida incorporació d'aire, ja que el fet de batre i muntar a una velocitat elevada fa que apareguin aquestes cavitats airoses de diàmetre petit). Per tant, si apliquem una força mínima, l'estructura aconseguida es desintegra.